# زنان در جهان عرب

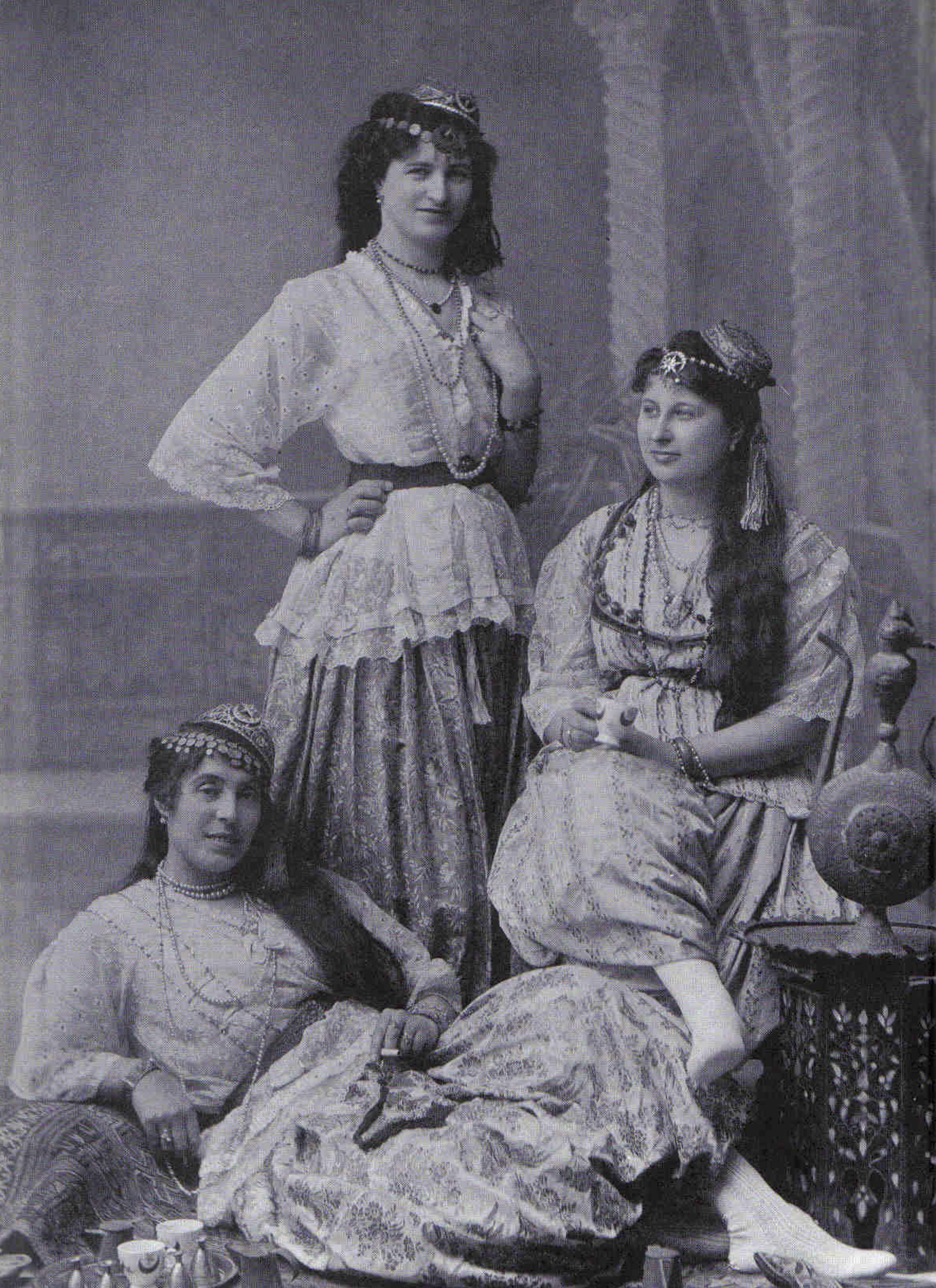
سه زن از الجزایر در دهه ۱۸۸۰؛ دختر دراز کشیده سیگاری در دست دارد.

نقش زنان در جهان عرب در طول تاریخ تغییر کرده‌است، زیرا فرهنگ و جامعه‌ای که در آن زندگی می‌کنند، از نظر تاریخی دست‌خوش تحولات مهمی شده‌است و همچنین در حال حاضر، وضعیت زنان بین مناطق عرب زبان، جمعیت شهری و روستایی و گروه‌های سنی آنها بسیار متفاوت است. به طور کلی لبنان تنها کشور عربی است که زنان به حقوق برابر دست پیدا کردند. 
از جمله عوامل دیگر، این تفاوت‌ها را می‌توان به سنت‌های محلی، فرهنگ و مذهب، وضعیت اجتماعی یا حقوقی زنان، سطح تحصیلات، بهداشت یا خودآگاهی آن‌ها نسبت داد. از قرن نوزدهم، و به ویژه از طریق استعمار در شمال آفریقا، رنسانس عرب در مصر، لبنان و سوریه و پایان امپراتوری عثمانی، تغییرات اجتماعی و اقتصادی در جهان عرب بسیار سرعت گرفت.

## تاریخچه زنان در جهان عرب

### زنان عرب قبل از اسلام
بسیاری از افراد و نویسندگان دربارهٔ وضعیت زنان در عربستان پیش از اسلام بحث کرده‌اند و نتیجه‌گیری‌های آنها با یکدیگر متفاوت بوده‌است. طبق قانون عرفی قبیله‌ای موجود در عربستان دقیقاً با زمان ظهور اسلام، زنان به عنوان برده بودند و عملاً هیچ جایگاهی در دنیای عرب‌ها نداشتند. آن‌ها توسط پدران و مادران خود به مبلغ مشخصی به زور فروخته می‌شدند، شوهر می‌توانست به میل خود زن را مجدد بفروشد و زنان از مالکیت یا ارث حق کمی داشتند یا هیچ حق نداشتند.
از سوی دیگر، نویسندگان دیگر با استناد به کشتن دختران تازه متولد شده، چند همسری نامحدود و سایر موارد موافقت کردند که وضعیت زنان در عربستان قبل از اسلام بسیار اسف‌بار بوده‌است. هاتون الفاسی مورخ سعودی ریشه‌های تاریخی در این وقایع نهفته‌است و حقوق زنان عرب بسیار قبل تر از این موضوع زیر پا گذاشته می‌شد، وی با استفاده از شواهدی از پادشاهی Nabataea در عربستان باستان دریافت که زنان عرب در آن دوره شخصیت‌های حقوقی مستقلی داشتند.
وی اظهار داشت که آن‌ها بسیاری از حقوق خود را از طریق قوانین اعمال شده توسط یونان و روم باستان قبل از ورود اسلام از دست داده بودند و این محدودیت‌های یونانی-رومی در اسلام حفظ شده‌است. ولنتاین م. مقدم وضعیت زنان را از یک مارکسیست تحلیل می‌کند؛ چارچوب نظری و استدلال می‌کند که موقعیت زنان بیشتر تحت تأثیر میزان شهرنشینی، صنعتی سازی، پرولتریزاسیون و ترفندهای سیاسی مدیران دولتی است تا فرهنگ یا خصوصیات ذاتی دین همچون دین اسلام، مقدم افزود که اسلام نسبت به سایر مذاهب جهان خصوصاً مسیحیت و یهودیت پدرسالاری بیشترین پدر سالاری را دارد.
در عربستان پیش از اسلام، وضعیت زنان بر اساس قوانین و هنجارهای فرهنگی قبیله‌ای که به آن تعلق داشتند اعمال می‌شد که بسیار متفاوت با قوانین امروزی بود. به عنوان مثال، در منطقه‌ی مرفه جنوبی شبه جزیره‌ی عربستان، قوانین دینی مسیحیت و یهودیت در میان صابیان و هیمیریان جریان داشت؛ بنابراین هیچ تعریف واحدی از نقش‌هایی که زنان قبل از ظهور اسلام چگونه حقوقی داشتند در دسترس نیست.
در برخی از قبایل، زنان دارای حقوقی آزاد مانند حقوق موجود امروزی در سرزمین مردم عرب بودند. همچنین در این قبایل زنان از قدرت و اقتدار بالایی برخوردار بودند.
اظهار نظر یک مفسر قرآن، محمد اسد: به‌طور معمول هرگاه فرزندی نوزاد دختر بود او را به راحتی در زیر خاک مدفون می‌کردند که این موضوع در دوران قبل از اسلام بسیار رایج بود؛ انگیزه‌ی جوامع عرب در این مورد دو جنبه داشت: ۱- ترس از افزایش فرزندان دختر که سبب افزایش بار اقتصادی و… می‌شد و ۲- همچنین ترس از تحقیر، که توسط یک قبیله‌ی دیگر اسیر شود.

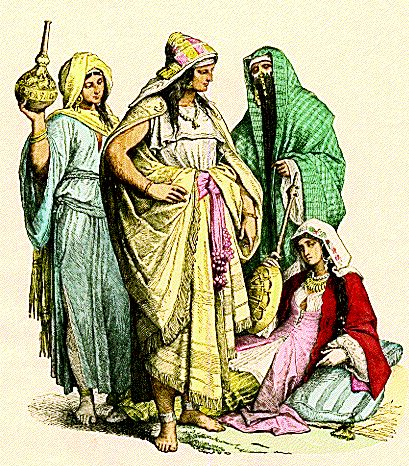
لباسهای زنان عرب، قرن چهارم تا ششم.

به‌طور کلی مورد قبول شده‌است که اسلام ساختار جامعه عرب را تغییر داده و تا حد زیادی مردم را متحد کرده و نقش‌های جنسیتی را در منطقه اصلاح کرده‌است. به گفته‌ی استاد مطالعات اسلامی ویلیام مونتگومری وات، اسلام با «وضع حقوق مالکیت املاک، ارث، تحصیلات و طلاق» وضعیت زنان را در دوران عرب‌ها بهبود بخشید.

### زنان عرب پس از اسلام

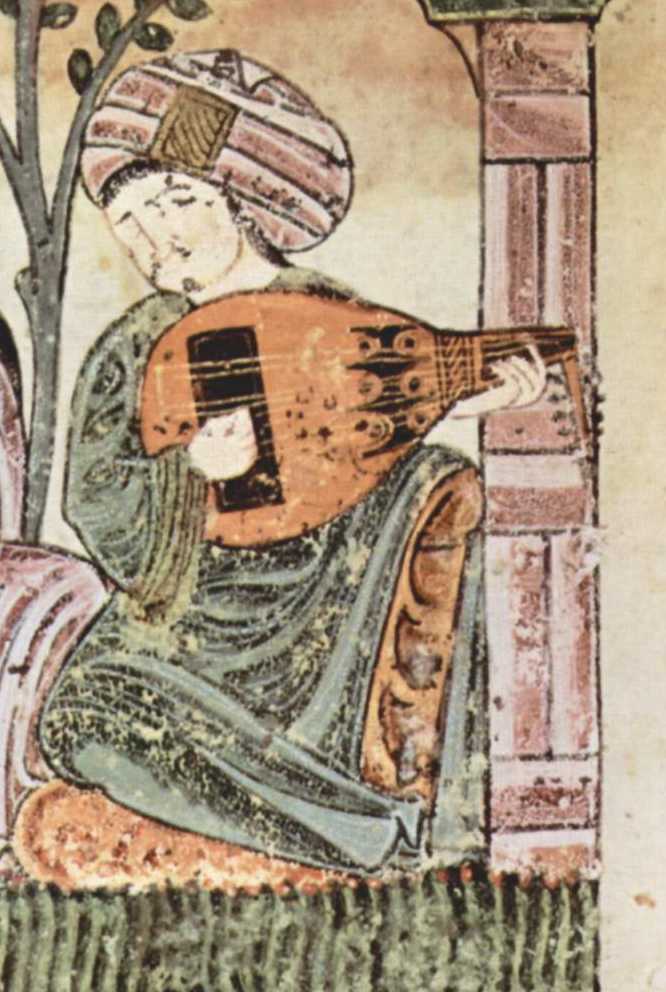
صفحه ای از یک نسخه خطی عربی از قرن ۱۲، که مردی را در حال…

اسلام در قرن هفتم در شبه جزیره‌ی عربستان فعالیت خود را آغاز کرد و وضعیت زنان در مقایسه با فرهنگ‌های قبلی عرب بهبود پیدا کرد. طبق احکام قرآنی، زن و مرد هر دو وظایف و مسئولیت‌های یکسانی در پرستش خدا دارند. همان‌طور که در قرآن آمده‌است: «من اجازه نمی‌دهم که کار هیچ یک از شما اعم از زن و مرد از بین برود. شما از یکدیگر پیش می‌روید». (قرآن 3: 195)
استاد ویلیام مونتگومری وات پس از مطالعات اسلامی می‌گوید:
درست است که در اسلام هنوز از بسیاری جهت‌ها حقوق مرد بیش‌تر از زن است، اما فکر می‌کنم در برخی از موارد منابعی یافته‌ام که به نظر می‌رسد نشان می‌دهد محمد و قرآن وضعیت زنان را بهتر کرده. رونق فزاینده‌ی ناشی از تغییر مسیرهای تجاری با رشد فردگرایی همراه بود. مردان ثروت شخصی قابل توجهی جمع می‌کردند و می‌خواستند مطمئن باشند که این امر به پسران آن‌ها منتقل خواهد شد و نه به سادگی دربین خواهرانش و دیگران تقسیم شود. این امر منجر به از بین رفتن روزافزون حقوق زنان شد. در زمان آغاز اسلام، شرایط زنان وحشتناک بود- آن‌ها هیچ حق مالکیتی نداشتند، و تمام اختیارات آن‌ها به دست مرد بود و اگر مرد می‌مرد همه چیز به پسرانش می‌رسید. محمد خیلی از قوانین را بهبود بخشید. وی با وضع حقوق مالکیت املاک، ارث، تحصیلات و طلاق، حقوق و اختیار را به زنان داد. با چنین بستر تاریخی، پیامبر را می‌توان چهره‌ای دید که از حقوق زنان دفاع کرد و آن را بهبود بخشید.

### اصلاحات اولیه
اصلاحات اولیه در اسلام در قرن ۷، در مورد حقوق زنان، ازدواج، طلاق و ارث سبب شد تغیرات گسترده‌ای را حاصل شود. لیندسی جونز می‌گوید: زنان در فرهنگ‌های دیگر، از جمله غرب، تا قرن‌ها بعد از چنین حقی برخوردار نبودند. فرهنگ آکسفورد اسلام بیان می‌کند، که بهبود کلی وضعیت زنان عرب شامل ممنوعیت کودک‌کشی زن و به رسمیت شناختن شخصیت کامل زنان بود.
"پولی که قبلاً به پدر عروس پرداخت می‌شد، به عنوان هدیه‌ی عروسی محفوظ بود، که توسط همسر به عنوان بخشی از دارایی شخصی آن‌ها افزوده می‌شد." طبق قوانین اسلامی، ازدواج دیگر به عنوان یک "وضعیت" تلقی نمی‌شد بلکه به عنوان یک "قرارداد" تلقی می‌شد که در آن رضایت زن ضروری بود.
"در جامعه‌ی ایلخانی که قبلاً ارث بردن به بستگان مرد را محدود کرده بود، پس از این تغییر به زنان نیز حق ارث می‌رسید." آنماری شیمل اظهار داشت که: "در مقایسه با موقعیت زنان پیش از اسلام، قانون‌گذاری اسلامی از لحاظ قوانین و وضع آن بسیار پیشرفته بود؛ زن حق دارد، حداقل مطابق نامه قانون، مال خود را اداره کند، یا با کار خودش درآمد کسب کند."
"ویلیام مونتگومری وات اظهار می‌دارد، که محمد، در زمینه‌ی تاریخی زمان خود، می‌تواند به عنوان شخصیتی دیده شود که به عنوان مدافع حقوق زنان بود و به‌طور قابل توجهی وضعیت را در جوامع عرب بهبود بخشید.

## سازمان‌های بین‌المللی برای زنان در جهان عرب

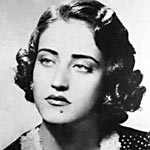
اصمهان خواننده و بازیگر برجسته عرب (۱۹۱۲–۱۹۴۴).

آژانس سازمان ملل متحد که به برابری جنسیتی و توانمند سازی زنان اختصاص دارد، دارای یک دفتر منطقه ای برای کشورهای عربی (ROAS) در قاهره، مصر و همچنین چندین دفتر در ۱۷ کشور منطقه کشورهای عربی است. طبق وظیفه‌ی خود، تلاش می‌کند تا برابری جنسیتی را نه تنها به عنوان یک حق اساسی بشر، بلکه برای اهداف اقتصادی-اجتماعی و فرهنگی خود نیز ارتقا بدهد.
کمیسیون اقتصادی و اجتماعی ملل متحد برای آسیای غربی، گزارشی از وضعیت زنان عرب را در دسترس و بررسی قرار می‌دهد، داده‌های علمی و فعلی را در مورد انواع موضوعات اجتماعی یا اقتصادی مربوط به زنان در جهان عرب ارائه می‌دهد.

## زنان در جهان عرب معاصر
در کشورهای عربی‌زبان هیچ زنی رئیس‌جمهور نبوده‌است، اگرچه بسیاری از اعراب بر نقش زنانی مانند جهاد سادات، همسر انور سادات در مصر و واسیلا بورگیبا، همسر حبیب بورقیبا در تونس اصرار داشتند، که شوهر خود را در برخورد با امور دولتی راهنمایی و مشاوره بدهند اما هیچ وقت به همچین مقامی دست نیافتند. بسیاری از کشورهای عربی به زنان اجازه رأی دادن در انتخابات ملی را می‌دهد. در همین راستا، اولین نماینده‌ی زن پارلمان در جهان عرب راویا آیتا بود که در سال ۱۹۵۷میلادی در مصر انتخاب شد.

## زنان برجسته عرب

### لاما السلیمان
لاما السلیمان یکی از اولین دو زن سعودی بود که به عنوان عضو هیئت مدیره‌ی اتاق بازرگانی جده (JCC)، مرکز منتخبین زنان بازرگان در عربستان سعودی، به عنوان عضو هیئت مدیره انتخاب شد و اکنون رئیس مرکز زنان تجارت تاجیک در شهر خدیجه است. مجمع جهانی اقتصاد وی را به عنوان یک رهبر جوان عرب به رسمیت شناخت و او مدیر تجارت و پیمانکاری رولاکو، انستیتوی ملی خدمات بهداشتی، بنیاد ملی مراقبت از بهداشت در منزل و حلقه اقتصادی و اجتماعی منطقه‌ی مکه بوده‌است.
السلیمان لیسانس بیوشیمی خود را از پادشاه عبدالعزیز دریافت کرد که از دانشگاهی در عربستان سعودی گرفته بود، وی دارای مدرک کارشناسی ارشد است. در بهداشت و تغذیه و دکترای تغذیه بیوشیمیایی از کالج کینگ در دانشگاه لندن دارد. فقط یک هفته قبل از شرکت در انتخابات شورا در منطقه‌ی خلیج فارس، خانم السلیمان درحال مبارزه با بیماری سرطان پستان توانست این بیماری را شکست بدهد. وی در ششمین کنفرانس درمان سرطان برای اولین بار داستان جالب خود را در مورد بهبودی به صورت عمومی به اشتراک دیگران گذاشت. او فهمید که بهترین درمان برای تمام بیماری‌ها نزدیک بودن با خدا است. وی برنامه‌ی غذایی مناسب را دنبال کرد و از دارو برای بهبود وضعیت جسمانی خود استفاده کرد.

### مونا باورشی
مونا (به‌انگلیسی: Bawarshi) مدیر عامل شرکت جزایری (Gezairi)، فردی نیکوکار، فعال، متعهد به دیدن لبنان و رونق جهان عرب است. وی از طریق مربی حرفه‌ای- که حتی توسط فوربس در میان بانفوذترین زنان عرب قرار گرفته بود- و با همکاری با سازمان‌های مختلف، آموزش و پرورش و اخلاق را به عنوان ابزاری برای آینده‌ی بهتر در بین مردم ارتقا می‌داد.

### دونا سلطان
به مدت ۳۶ سال، دونا سلطان نقش بسزایی در جایگاه مشاوران بین‌المللی KEO در بازار داشته‌است. در طول ۲۸ سال گذشته، وی به عنوان رئیس‌جمهور و مدیر ارشد اجرایی متخصص برنامه‌ریزی، طراحی، مهندسی و مدیریت پروژه به جامعه خود خدمت کرد.

### بوتینا آل انصاری
بوتینا آل انصاری، بنیانگذار و رئیس شرکت هلدینگ تی‌انددی T&D قطری و مدیر ارشد منابع انسانی در اردو، گفتگوی ماهانه CIRS را با موضوع چگونه رهبران زن در قطر تغییر می‌کنند.
آل انصاری عضو شبکه‌های زنان بازرگانی مِنا MENA، سفیر تغییر زنان پیشرو در قطر، عضو هیئت مدیره‌ی انجمن زنان بازرگان قطر و مربی در شبکه‌ی زنان قطر است.

### عبیر ابو غیث
ابیر یک کارآفرین فناوری فلسطینی است. وی به عنوان اولین زن کارآفرین با دانش تکنولوژی پیشرفته در فلسطین شناخته شده‌است. ابیر دریافت‌کننده‌ی جایزه‌ی «بهترین تسهیل کننده‌ی فناوری» بود که سبب شد جایزه دریافت کند. پس از این جایزه، ابو غیث به عنوان یکی از «۱۰۰ عرب قدرتمند جهان» و به عنوان یکی از ۱۰۰ تا بهترین‌ها است همچنین، وی به عنوان یکی از ۱۰۰ عرب قدرتمند زیر ۴۰ سال ۲۰۱۵ میلادی انتخاب شده‌است. علاوه بر این، وی به عنوان یکی از ۲۱ چهره‌ی الهام‌بخش جوان انتخاب شده‌است.
ابیر ابو غیث به یک زن پیشرو تجاری تبدیل شده‌است که از فناوری مدرن برای ایجاد شغل برای زنان و مردان جوانی که در سرزمین‌هایی مانند غزه زندگی و کار می‌کنند استفاده می‌کند.